# Cameron, New York
Cameron är en kommun (town) i Steuben County i delstaten New York. Vid 2020 års folkräkning hade Cameron 899 invånare. Orten har fått sitt namn efter markagenten Dugald Cameron.